# 껀브엉 운동
껀브엉 운동(베트남어: Cần Vương / 勤王運動)은 1885년에서 1889년 사이에 베트남에서 발발한 대규모 반란이었다. 그 운동의 목적은 프랑스인들을 추방하고 소년 황제 함응이를 독립된 베트남의 지도자로 추대하자는 것이었다. 그 운동은 일관성 있는 국가 구조가 결여되어 있었고, 주로 그들 자신의 지방에서 프랑스군을 공격한 지역 지도자로 구성되어 있었다. 이 운동은 처음에는 안남 보호령에 몇 개의 프랑스 감옥이 있었기 때문에 번창하였으나, 프랑스가 반란의 기습에서 벗어나 통킹과 코친차이나 기지에서 안남 보호령으로 군대를 쏟아부은 후 실패하였다. 안남 보호령에서의 반란은 1886년에 번져 다음 해에 절정에 이르렀고, 1889년에 이르러 점차 사그라졌다.

## 전문
근왕소(勤王詔)의 전문은 아래와 같다.

諭
自古馭戎之策，不出戰、守、和三者而已。戰之則未有其機，守之則難期得力，和之則所求無厭。當此事勢，千難萬難，不得已而用權。太王遷岐，玄宗幸蜀，古之人亦有行之者.

我國邇來偶因多故，朕以沖齡嗣位，其於自强自治，不暇爲謀.

西派橫逼，日甚一日。昨者西兵船增來，責以所難，照常款接，一不之受。都人震懼，危在旦夕。謀國大臣深惟安社重朝至計，與其俯首聽命，坐失先機，曷若伺其欲動而先應之。縱然事出無奈，猶待有此今日之擧，以圖善後之宜。亦係時勢起見，凡預有分憂，想亦預知，知而預爲之。切齒衝冠，殲仇敵愾，誰無是心哉。枕戈擎楫，奪槊運甓，亦豈無其人哉。且人臣立朝徇義而已，義之所在，死生以之。晉之狐偃、趙衰，唐之郭子儀、李光弼，古何人也.

朕涼德，遭此變故，不能竭力斡旋，都城淪陷，慈駕播遷，罪在朕躬，慚愧無地。惟倫常所係，百辟鄕士，無大無小，必不朕棄。智者獻謀，勇者獻力，富者出貲以助軍需，同袍同澤不辭艱險當如何。而可扶危持顚，亨屯濟蹇者不靳心力，庶幾天心助順，轉亂爲治，轉危爲安，得宇歸疆，此一機會，尊社之福，即臣民之福，與同戚者與同休，豈不韙歟。若夫愛死之心，重於愛君謀家之念，切於謀國，官則託故遠避，兵則離伍潛逃，民則不知好義急公，士則甘於棄明投暗，縱能偸生世上，衣冠而禽犢，胡忍爲之。醲賞重罰，朝廷自有典型，毋貽後悔，其凜遵之.

欽此

咸宜元年六月初二日

## 참고자료
- Chapuis, O., The Last Emperors of Vietnam: From Tu Duc to Bao Dai (2000)
- Fourniau, C., Annam–Tonkin 1885–1896: Lettrés et paysans vietnamiens face à la conquête coloniale (Paris, 1989)
- Fourniau, C., Vietnam: domination coloniale et résistance nationale (Paris, 2002)
- Huard, La guerre du Tonkin (Paris, 1887)
- Huguet, E., En colonne: souvenirs d'Extrême-Orient (Paris, 1888)
- Marr, D., Vietnamese Anticolonialism, 1885–1925 (California, 1971)
- Nguyen K.C, Vietnam: A Long History (Hanoi, 2007)
- Sarrat, L., Journal d'un marsouin au Tonkin, 1883–1886 (Paris, 1887)
- Thomazi, A., La conquête de l'Indochine (Paris, 1934)
- Thomazi, A., Histoire militaire de l'Indochine français (Hanoi, 1931)